# Palubka

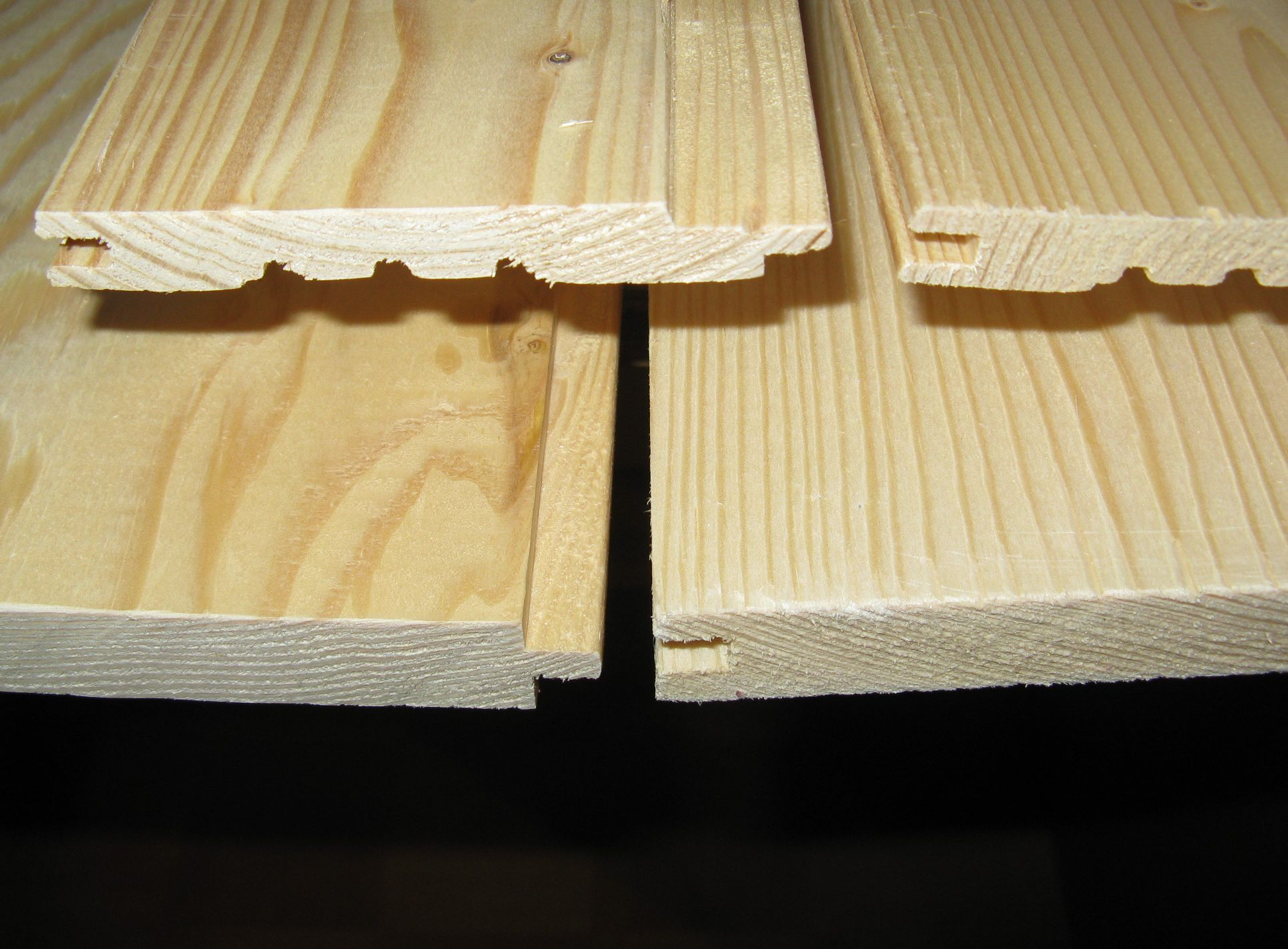
Palubky, detail profilu s perem a drážkou. Nahoře obkladové palubky do exteriéru, dole podlahové.

Palubka je úzké a dlouhé prkno, opatřené perem a drážkou sloužící k podélnému spojování palubek do plochy. Tyto prvky z masivního dřeva se užívají zejména jako 
- pohledový obkladový materiál do interiéru,
- vnější obkladový materiál nebo
- materiál na dřevěné podlahy.

## Profily a materiál
Palubky jsou frézovány do různých profilů, tlouštěk a délek. Na lícové (vnější, pohledové) straně jsou různě tvarované, na rubové straně mohou být opatřeny malými drážkami, aby se nekroutily. Používají se v interiérech i exteriérech. Lze jimi obložit jak stropy a stěny v interiéru, tak vytvářet různé podhledy a další prvky. V exteriéru se užívají na podbitích staveb (např. přesahy střech), na fasádách, plotech a také ve štítech domů.
- Obkladové palubky mají na lícové straně sražené hrany, takže po sestavení vznikne mezi nimi mělká trojúhelníková drážka, mohou mít nesouměrné pero, takže na lícové straně vznikne širší, lichoběžníková drážka, nebo mohou být hrany zaoblené určitým poloměrem.
- Palubky pro použití v exteriéru mohou být na lícové straně mírně vypuklé (nápodoba srubu), nebo mohou být na jednom kraji silnější než na druhém, takže vytvoří dojem překládání přes sebe.
- Podlahové palubky nemají sražené hrany, aby po položení vytvořily hladkou rovinnou plochu.[1]

Palubky se vyrábějí většinou ze dřeva jehličnatých stromů jako je smrk, borovice, modřín, jedle. Pro náročné uživatele jsou k dispozici i palubky z dubu, buku a dalších tvrdších dřevin, případně i z měkkého dřeva topolu nebo olše. Palubky se vyrábějí i z exotických dřevin (například merbau, bangkirai, teak, cedr). 

## Technická specifikace
Palubky se dodávají nejčastěji v délkách 2, 3, 4 nebo 5 m, šířka se udává včetně pera a cena obvykle za metr čtvereční..
- Obkladové palubky jsou vysušeny na 12 ± 2 % dle normy ČSN.
- Dle normy ČSN se třídí do tří stupňů kvality, a to A, B a C. Tyto kvality je možné kombinovat (např. AB, BC).
- Musí vždy splňovat konečný účel užití, tedy je zaručena tvarová shodnost dílců, rozměr dílců a také opracování.[2]
- Tloušťka vnitřních obkladových palubek se nejčastěji pohybuje v rozmezí 12-16 mm a šířka od 96 do 121 mm. [3]
- Palubky pro exteriéry bývají silnější a širší.
- Podlahové palubky mají tloušťku 20 až 40 mm, jsou širší a nemají sražené hrany.

## Upevnění
Palubky se kotví většinou k dřevěným podkladovým latím (polštářům), a to buď kolářským hřebíkem (vágnerkou, hřebík bez hlavičky) buď přímo skrz palubku (viditelně) anebo přes pero šikmo do podkladu (neviditelné). Ke kotvení lze využít i vrutů se zapuštěnou hlavou či sponek profilu U. Hojně se využívá i speciálních sponek, které nenaruší strukturu palubky a nejsou vidět. Tyto sponky se nasazují na spodní hranu drážky a poté se do podkladu kotví vrutem či hřebíkem. Aby se palubky nesesychaly a nekroutily, měly by se pokládat při tzv. rovnovážné vlhkosti, kdy je vlhkost palubek a prostředí stejná. Někdy se pokládají na dvakrát: nejprve provizorně a teprve když se ustálily a seschly, definitivně.

## Povrchová úprava
Palubky je nutné ošetřovat nátěrem, což je ochrana před povětrnostními vlivy. Osvědčené jsou laky na syntetické i vodní bázi, ale užívají se i oleje a vosky. Před nátěrem palubek určených do interiéru je vhodné nechat je asi týden ležet v místnosti, aby se aklimatizovaly na okolní vlhkost a teplotu. Poté se nanáší první nátěr ještě před položením palubek (na zemi). Po zaschnutí nátěru je vhodné povrch jemně přebrousit brusným papírem (zrnitost asi 150). Další vrstvy se nanášejí až po montáži (touto vrstvou se sjednotí řezy a odštípnuté kousky). Palubky je vhodné, hlavně v dřevostavbách, napustit přípravkem proti plísním a škůdcům.